# NGC 3084
NGC 3084 (другие обозначения — IC 2528, ESO 499-29, MCG −4-24-10, PGC 28841) — спиральная галактика в созвездии Насоса. Открыта Джоном Гершелем 26 марта 1835.
Этот объект входит в число перечисленных в оригинальной редакции «Нового общего каталога». Независимо от Гершеля эту галактику открыл Льюис Свифт в 1897 году, его открытие вошло в Индекс-каталог как IC 2528. Хотя Свифт ошибся на 50 секунд в прямом восхождении галактики, а также не упомянул, что рядом с объектом находится двойная звезда, но он указал, что рядом наблюдается NGC 3078.
Галактика NGC 3084 входит в состав группы галактик NGC 3054. Помимо NGC 3084 в группу также входят NGC 3051, NGC 3078, ESO 499-32, NGC 3089, IC 2531, NGC 3054, ESO 499-26 и IC 2537.